# Manuel Penella
Manuel Penella Moreno (Valencia, 31 de julho de 1880 - Cuernavaca, México, 24 de janeiro de 1939) foi um compositor espanhol.

## Biografia
Estuda música com seu pai, Manuel Penella Raga, director do Conservatório de Valencia, e mais tarde composição com Salvador Giner. É sua intenção tornar-se o primeiro intérprete do violino, mas por causa de um acidente que lhe tirou a mão esquerda deixa o instrumento e começa a compor. Após a graduação, trabalhou durante algum tempo como organista numa igreja em Valência, mas logo optou por dedicar-se ao teatro, passando a maior parte de sua vida viajando. 
Morreu em 1939 na cidade mexicana de Cuernavaca, para onde ia dirigir a música de um filme baseado em sua ópera, Don Gil de Alcalá.

## Obras
- 1893 El queso de bola
- 1906 Las niñas alegres
- 1907 Amor ciego, zarzuela
- 1907 El dinero
- 1907 El día de reyes
- 1908 El padre cura
- 1908 La perra chica
- 1908 El arrojado
- 1908 Sal de espuma, zarzuela
- 1908 La tentación
- 1909 Corpus Christi, drama lírico
- 1909 Las gafas negras
- 1909 La noche de las flores
- 1909 Entre chumberas, zarzuela
- 1910 La niña mimada, opereta
- 1910 Los vencedores, zarzuela
- 1910 Gracia y justicia

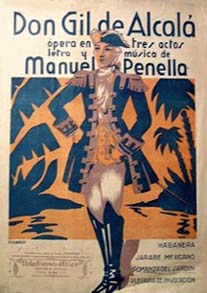
Don Gil de Alcalá (opera, 1932).

- 1910 Las romanas caprichosas, opereta
- 1910 La reina de las tintas
- 1911 Huelga de señoras
- 1911 La niña de los besos, opereta
- 1911 El ciego del barrio
- 1911 El viaje de la vida, opereta
- 1911 El género alegre
- 1911 La novela de ahora
- 1912 Los pocos años
- 1912 Las musas latinas
- 1914 Galope de amor, opereta
- 1914 La muñeca del amor, capricho
- 1914 La isla de los placeres
- 1914 La España de pandereta
- 1916 El gato montés, ópera, Valencia, Teatro Principal.
- 1917 La última españolada
- 1917 El amor de los amores
- 1917 La cara del ministro
- 1918 Frivolina, opereta
- 1918 El teniente Florisel, vaudeville
- 1918 Bohemia dorada zarzuela
- 1925 El paraíso perdido
- 1926 La última carcelera, zarzuela
- 1927 El milagro de San Cornelio
- 1927 El espejo de las doncellas
- 1927 Entrar por uvas ou Feliz año nuevo
- 1928 Ris-Ras
- 1930 Los pirandones, zarzuela
- 1930 La reina jamón, zarzuela
- 1930 Me caso en la mar, zarzuela
- 1930 La pandilla
- 1931 Ku-Kus-Klan
- 1931 ¡Viva la República!
- 1931 Don Amancio el Generoso, zarzuela
- 1931 El huevo de Colón
- 1932 Jazz Band
- 1932 Don Gil de Alcalá, ópera buffa, Barcelona, Teatro Novedades.
- 1933 El hermano lobo, zarzuela
- 1934 Tana Fedorova, zarzuela
- 1935 La malquerida, zarzuela